# Comuna Husakiv, Mostîska
Husakiv (în ucraineană Гусаків) este o comună în raionul Mostîska, regiunea Liov, Ucraina, formată din satele Boievîci, Horîslavîci, Husakiv (reședința) și Radohînți.

## Demografie
Componența lingvistică a comunei Husakiv
     Ucraineană (97,95%)
     Alte limbi (0,07%)
Conform recensământului din 2001, majoritatea populației comunei Husakiv era vorbitoare de ucraineană (97,95%), existând în minoritate și vorbitori de polonă (1,98%).